# Serapicos (Valpaços)
Serapicos es una freguesia portuguesa del concelho de Valpaços, con 11,61 km² de superficie y 325 habitantes (2001). Su densidad de población es de 28,0 hab/km².